# Bosque del Cedro

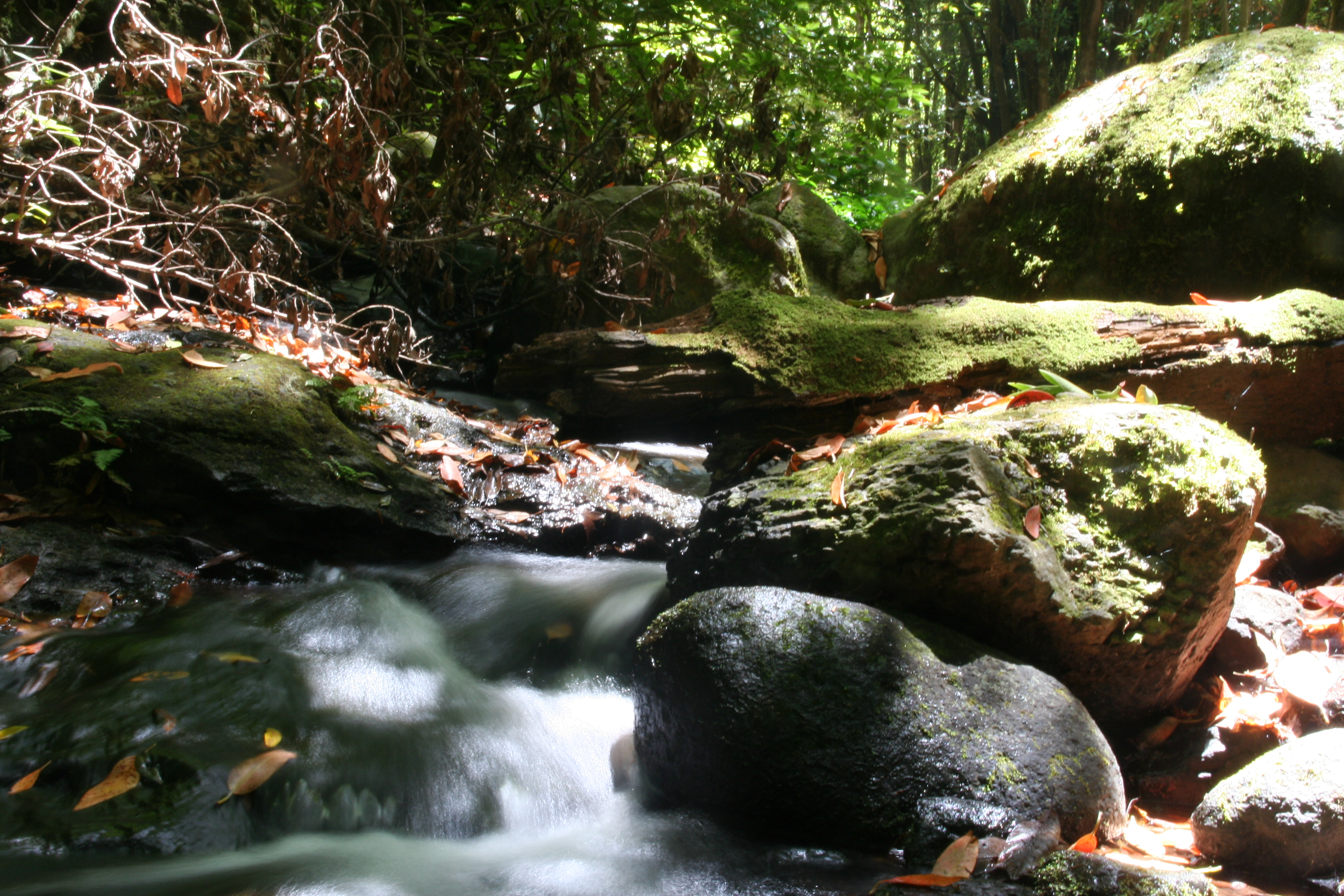
Arroyo del Cedro en el bosque homónimo.

El Bosque del Cedro es un bosque húmedo de laurisilva situado en la isla de La Gomera, constituyendo una parte del conjunto boscoso del Parque Nacional de Garajonay. Concretamente, El Cedro hace referencia a la zona noreste, en el límite del parque nacional y en torno al municipio de Hermigua. Cuenta con un arroyo del mismo nombre por donde corre agua durante todo el año.
También reciben esta denominación el caserío del Cedro, a 900 m s. n. m., en la estribación de la meseta central, con 18 habitantes en 1991.

## Galería

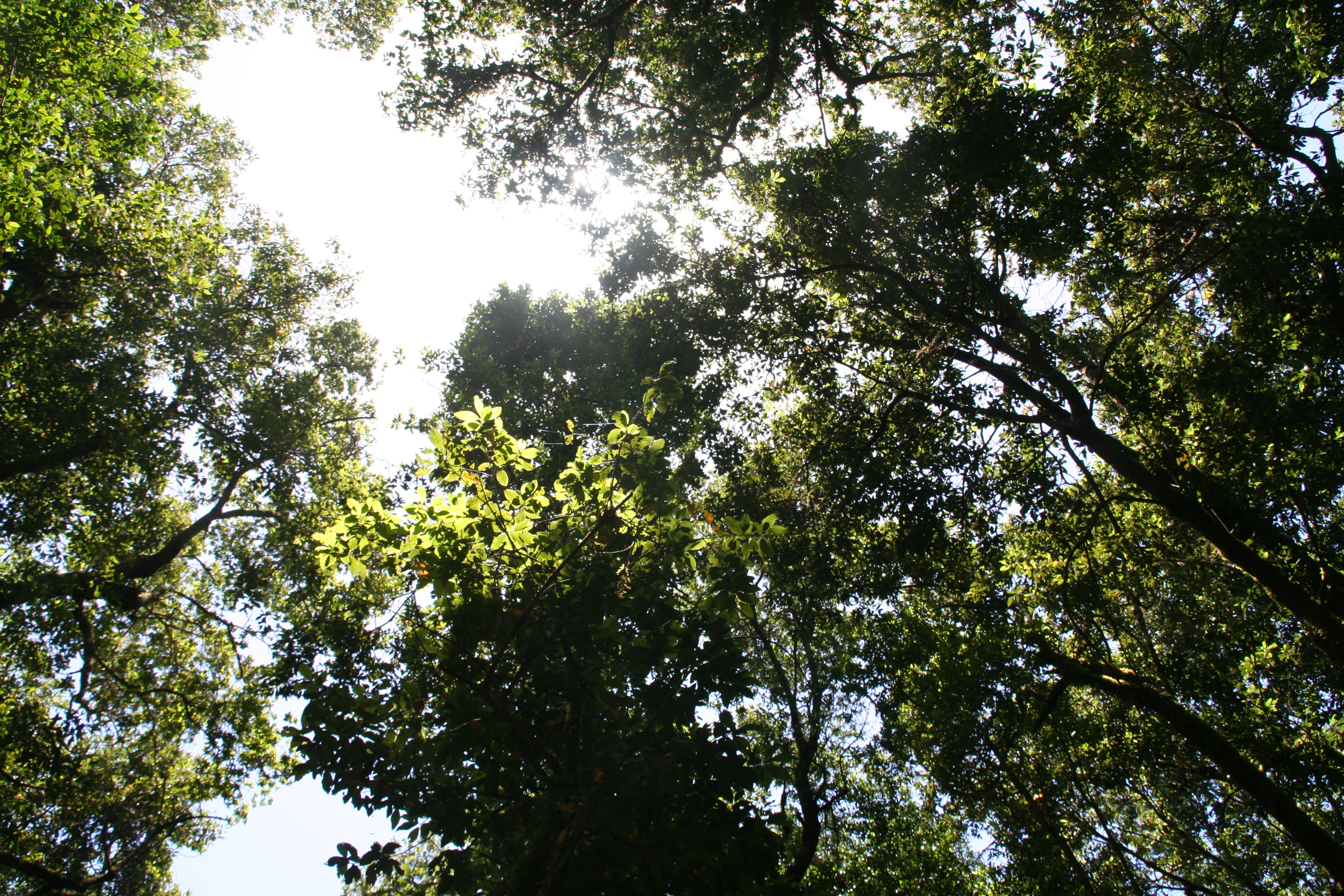
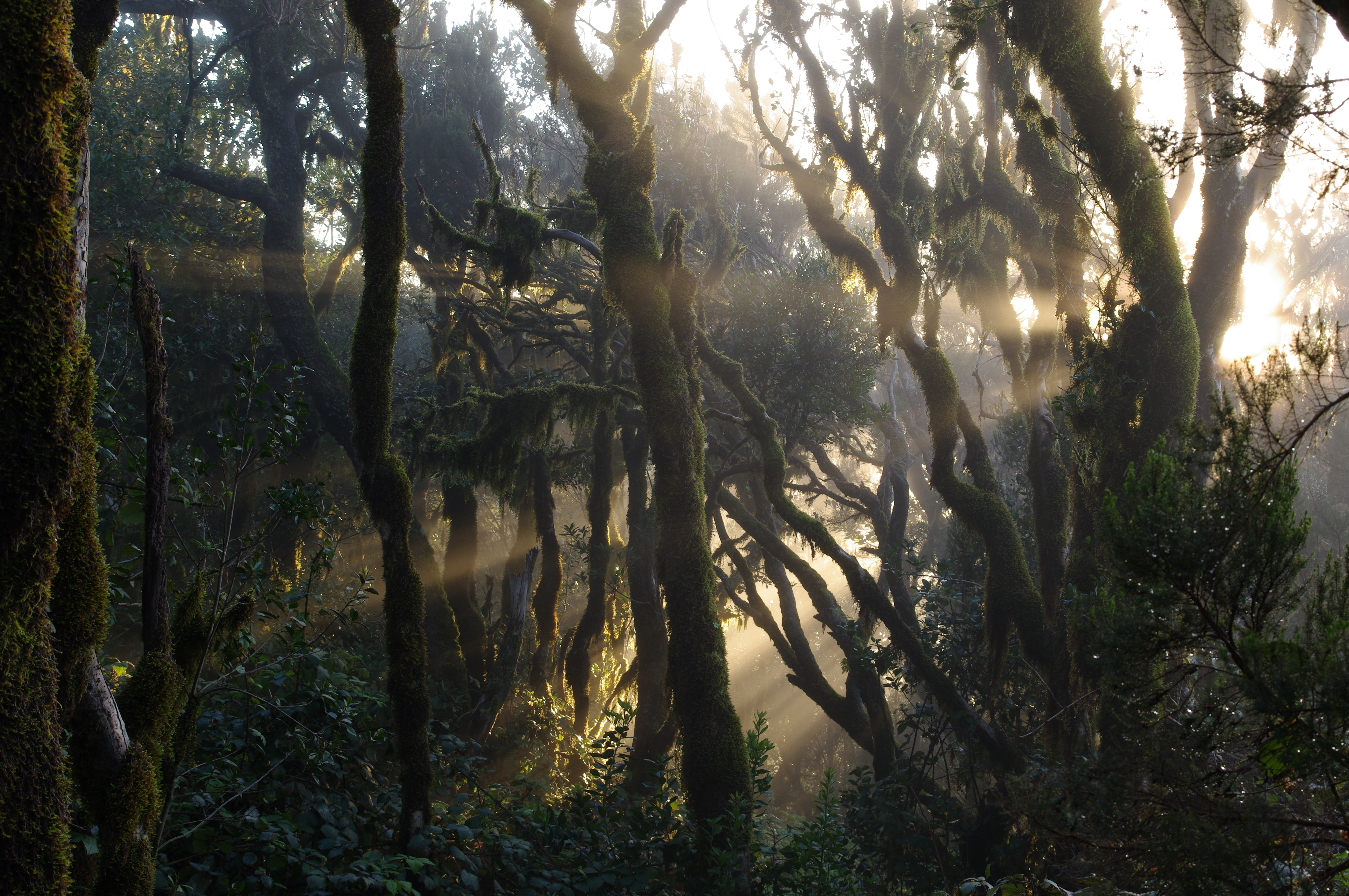
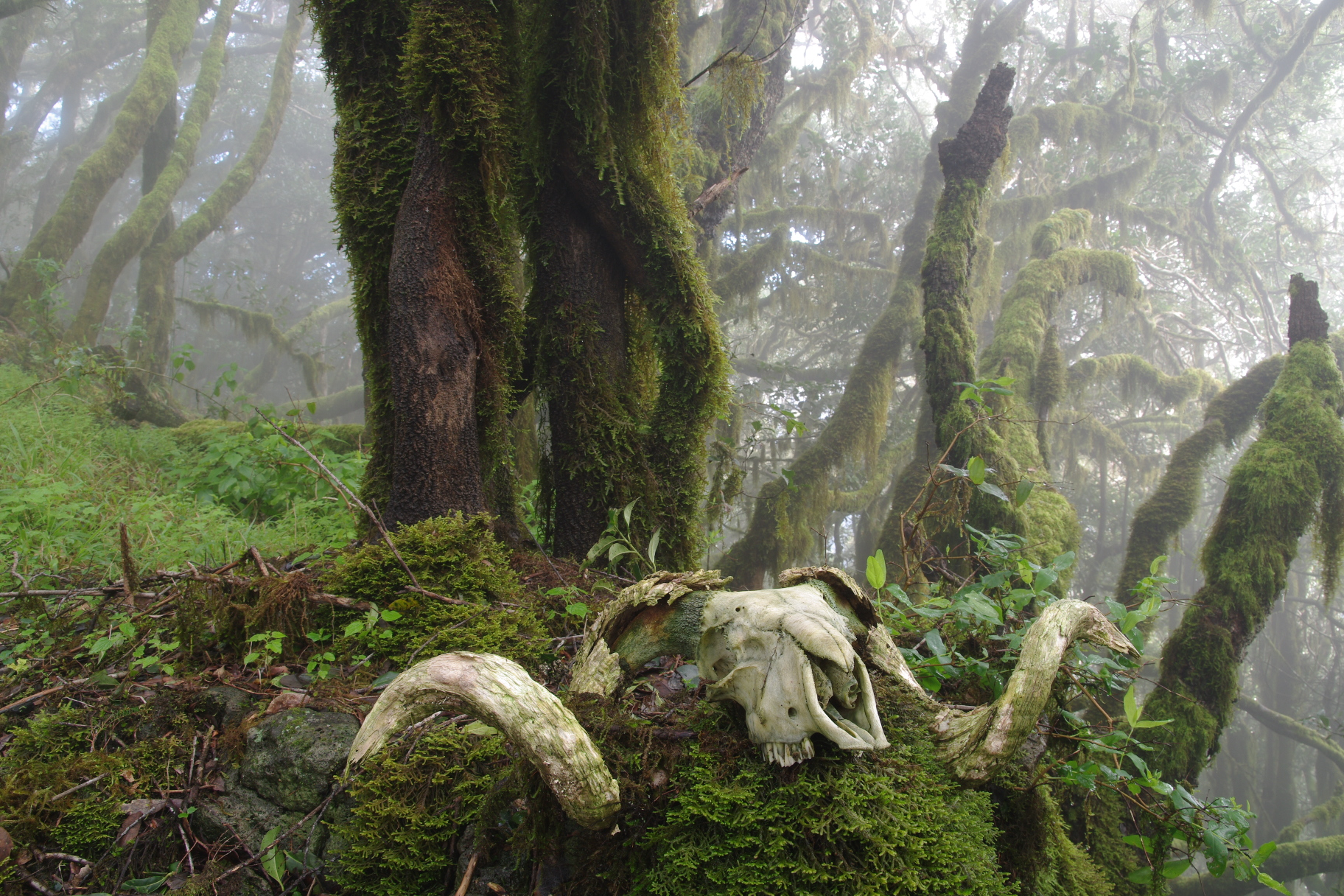
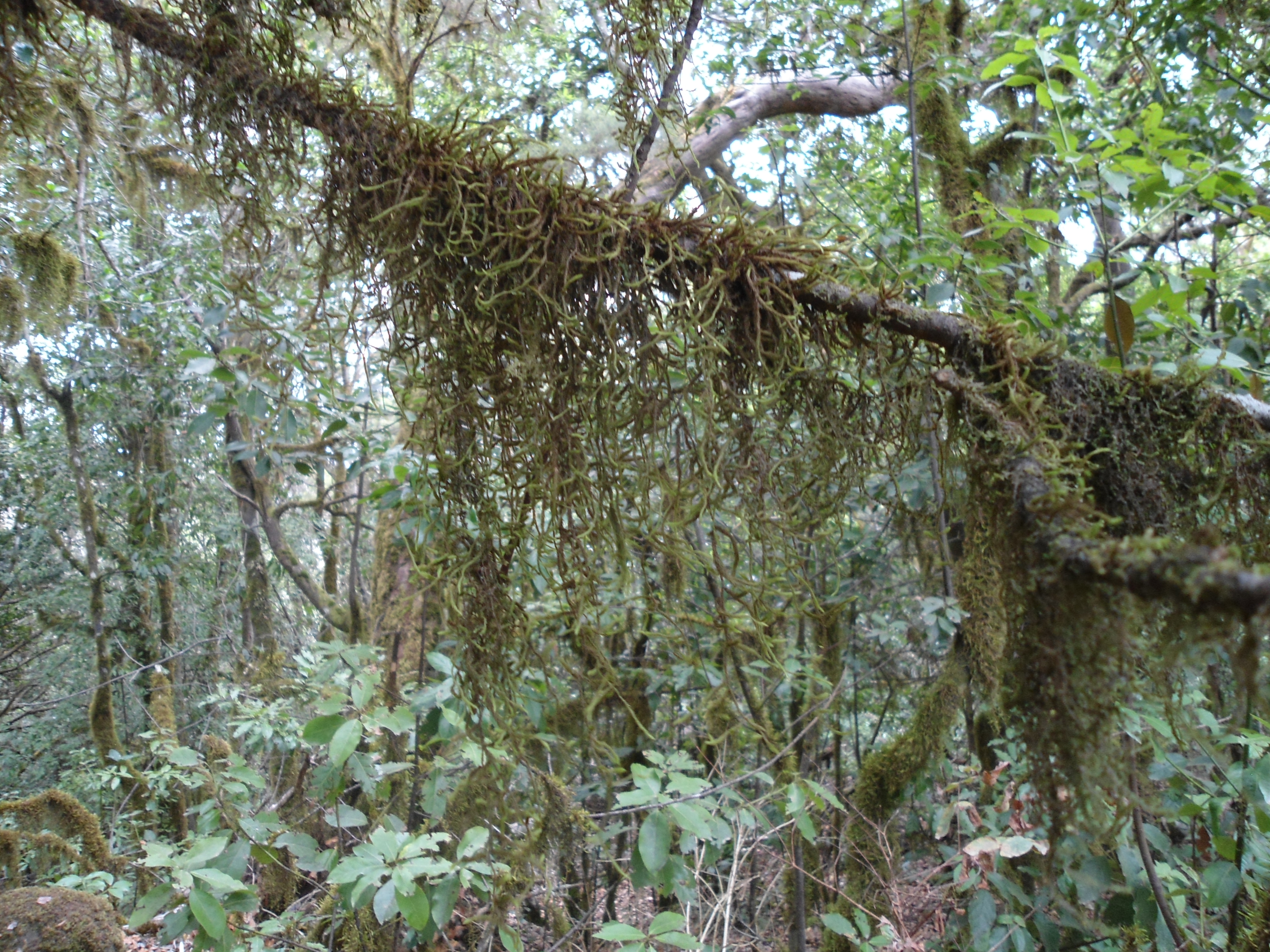